# Sant Deiniol
Sant Deiniol o Daniel de Bangor fou un sant gal·lès de l'església catòlica que visqué al segle vi. El seu nom, que és equivalent a Daniel encara que molt rarament usat en aquesta forma, adopta la forma Denoual en bretó. La seva festa se celebra l'11 de setembre.

## Biografia
La seva vida està molt poc documentada. Se'l creu nascut vora l'any 510. Deiniol hauria estudiat amb Cadoc de Llancarfan. Posteriorment, el rei Maelgwn Gwynedd l'hauria concedit terres perquès fundés un monestir a on ara és Bangor. Sembla ben fonamentat que va ser el primer bisbe de Bangor (Gwynned), consagrat el 545 per Sant David de Gal·les.
El sant també apareix esmentat com a assistent al sínode de Llanddewi Brefi del 545. Segons els Annales Cambriae, el 584 hauria mort a Ynys Enlli (Bardsey Island en anglès). Sembla que posteriorment el seu cos fou traslladat a la catedral de Bangor.
S'ha conservat una vida de Sant Deiniol en el manuscrit Peniarth MS226 transcrit per Sir Thomas Williams of Trefiw el 1602.
La catedral de Bangor li és dedicada, i la llegenda la situa al mateix lloc on el Sant edificà un monestir. L'església de Penarlâg (comtat de Sir y Fflint) li és dedicada. William Gladstone, que visqué a la mateixa població, donà la seva gran biblioteca a Penarlâg, que la batejà Llyfrgell Deiniol Sant; en l'actualitat, és una de les millors del país.